# Dasypus sabanicola
Dasypus sabanicola е вид бозайник от семейство Броненосцови (Dasypodidae).

## Разпространение
Видът е разпространен във Венецуела и Колумбия.